# Кук, Керстин
Керстин Кук (англ. Kerstin Cook; род. 15 апреля 1989, Кринс, Люцерн) — швейцарская модель, победительница конкурса красоты «Мисс Швейцария 2010», участница международного конкурса «Мисс Вселенная 2011».

## Биография
Керстин Кук родилась 15 апреля 1989 года в Кринсе (кантон Люцерн) в семье Дерека Кука и его супруги Карен — англичан по происхождению.
25 сентября 2010 года стала победительницей национального конкурса красоты «Мисс Швейцария 2010». Победа в национальном конкурсе позволила ей представлять Швейцарию на международном конкурсе «Мисс Вселенная 2011», проходившем в Сан-Паулу. По итогам конкурса Керстин Кук не вошла в топ-16.